# 진주고속버스터미널
진주고속버스터미널은 경상남도 진주시 동진로 16 (칠암동 489-2)에 있는 고속버스터미널이다.
1973년 11월에 경상남도의 중심지인 진주시의 교통 체계 혁신을 위하여 고속버스터미널이 준공되었고, 고속버스가 운행되기 전에는 진주에서 서울을 비롯한 대도시를 여행할 때는 대부분 경전선 기차를 이용했는데 당시 진주역에서 서울역으로 가는 기차는 경전선에서 경부선으로 우회하는 관계로 시간과 많이 걸리고 비용이 들면서 불편이 제기되었다. 고속버스터미널이 완공되면서 진주로의 관광객과 방문객들이 증가되었고, 동시에 대도시로의 인구 유출도 증가되었다. 통영대전고속도로를 이용하여 경전선보다 시간이 적게 걸리는 편이다. 고속버스 전산망상의 터미널 번호는 722이다.

## 연혁
- 2014년 4월 9일 : 용인행 노선이 신설되었다.
- 2014년 12월 23일 : 고양 화정행 노선이 신설되었다.
- 2015년 6월 22일 : 개양에서도 중간 승차가 가능해졌다.[2]
- 2015년 11월 4일 : 원주행 노선이 신설되었다.[3]
- 2016년 6월 27일 : 진주혁신도시 경유 서울경부행 노선이 신설되었다.
- 2016년 8월 1일 : 고양 화정행 노선이 고양 백석까지 연장되었다.[4]

## 운행 노선
| 운행 노선       | 운행업체          | 운행구간 | 운행구간 | 운행구간 | 경유지                             | 배차 간격 (분) | 시간표                                                                                                 |
| --------------- | ----------------- | -------- | -------- | -------- | ---------------------------------- | -------------- | --- |
| 진주 ↔ 서울경부 | 동양고속 중앙고속 | 진주     | ↔        | 서울경부 | 개양, 인삼랜드휴게소               | 15~70          | 첫차:05:00(진주 기준) 막차:24:00(진주 기준)                                                            |
| 진주 ↔ 서울경부 | 동양고속 중앙고속 | 진주     | ↔        | 서울경부 | 진주혁신도시, 인삼랜드휴게소       | 3회            | 06:00, 12:40, 19:00                                                                                    |
| 진주 ↔ 광주     | 중앙고속          | 진주     | ↔        | 광주     | 개양                               | 9회            | 07:00, 08:30, 10:00, 11:30, 13:00, 14:30, 16:00, 17:30, 19:00                                          |
| 진주 ↔ 대전     | 경전여객          | 진주     | ↔        | 대전     | 무정차                             | 4회            | 09:10, 12:10, 16:10, 19:10                                                                             |
| 진주 ↔ 대구     | 중앙고속 천일고속 | 진주     | ↔        | 동대구   | 개양, 서대구                       | 50~60          | 첫차:06:40(진주 기준) 막차:20:00(진주 기준)                                                            |
| 진주 ↔ 동서울   | 동양고속 중앙고속 | 진주     | ↔        | 동서울   | 개양, 인삼랜드휴게소               | 3회            | 10:00, 13:10, 16:00                                                                                    |
| 진주 ↔ 동서울   | 동양고속 중앙고속 | 진주     | ↔        | 동서울   | 진주혁신도시, 인삼랜드휴게소       | 2회            | 07:10, 18:40                                                                                           |
| 진주 ↔ 성남     | 동양고속 중앙고속 | 진주     | ↔        | 성남     | 개양, 인삼랜드휴게소               | 3회            | 09:50, 13:00, 15:30                                                                                    |
| 진주 ↔ 성남     | 동양고속 중앙고속 | 진주     | ↔        | 성남     | 진주혁신도시, 인삼랜드휴게소       | 2회            | 07:30, 18:30                                                                                           |
| 진주 ↔ 수원     | 동양고속          | 진주     | ↔        | 수원     | 개양, 인삼랜드휴게소               | 5~8회          | 평일 : 08:30, 10:40, 14:00, 15:50, 19:20 주말 : 07:30, 08:40, 09:50, 12:40, 14:00, 15:20, 18:10, 19:20 |
| 진주 ↔ 수원     | 동양고속          | 진주     | ↔        | 수원     | 진주혁신도시, 인삼랜드휴게소       | 3회            | 평일 : 06:40, 12:10, 17:50 주말 : 06:40, 11:30, 16:40                                                  |
| 진주 ↔ 원주     | 중앙고속          | 진주     | ↔        | 원주     | 진주혁신도시, 선산휴게소, 문막     | 2회            | 10:10, 18:10                                                                                           |
| 진주 ↔ 용인     | 중앙고속 대원고속 | 진주     | ↔        | 용인     | 개양, 인삼랜드휴게소, 신갈         | 3회            | 10:10, 12:30, 16:10                                                                                    |
| 진주 ↔ 용인     | 중앙고속 대원고속 | 진주     | ↔        | 용인     | 진주혁신도시, 인삼랜드휴게소, 신갈 | 2회            | 07:10, 18:40                                                                                           |
| 진주 ↔ 인천     | 동양고속 중앙고속 | 진주     | ↔        | 인천     | 개양, 인삼랜드휴게소               | 5회            | 09:00, 11:00, 12:30, 14:30, 16:30                                                                      |
| 진주 ↔ 인천     | 동양고속 중앙고속 | 진주     | ↔        | 인천     | 진주혁신도시, 인삼랜드휴게소       | 2회            | 07:00, 18:00                                                                                           |

## 같이 보기
- 진주시외버스터미널
- 개양시외버스정류장